# Dion Waiters
Dion Waiters (ur. 10 grudnia 1991 w Filadelfii) – amerykański koszykarz, występujący na pozycji rzucającego obrońcy. 
W latach 2010–2012 zawodnik koszykarskiej drużyny uniwersyteckiej Syracuse Orange. Został wybrany z 4 numerem draftu 2012 przez Cleveland Cavaliers. Po debiutanckim sezonie został wybrany do pierwszej piątki NBA All-Rookie Team. 5 stycznia, w ramach wymiany między trzema klubami, trafił do Oklahoma City Thunder.
26 lipca 2016 podpisał umowę z Miami Heat.
6 lutego 2020 trafił w wyniku wymiany do Memphis Grizzlies. Trzy dni później został zwolniony. 6 marca zawarł kontrakt do końca sezonu z Los Angeles Lakers.

## Osiągnięcia
Stan na 27 listopada 2020, na podstawie, o ile nie zaznaczono inaczej.
NCAA
- Uczestnik:
  - rozgrywek Elite Eight turnieju NCAA (2012)*
  - turnieju NCAA (2011, 2012)*
- Mistrz sezonu regularnego konferencji Big East (2012)
- Najlepszy rezerwowy konferencji Big East (2012)
- Zaliczony do:
  - I składu konferencji Big East (2012)
  - III składu konferencji Big East (2012)

(*) – federacja anulowała wyniki z turnieju NCAA zespołu Syracuse Orange w tych latach
NBA
- Mistrz NBA (2020)
- Zaliczony do I składu debiutantów NBA (2013)[10]
- Uczestnik Rising Stars Challenge (2013, 2014)
- Debiutant miesiąca konferencji wschodniej (luty 2013)